# ديك دوربين
ديك دروبين (بالإنجليزية: Dick Durbin)‏ وإسمه الحقيقي هو ريتشارد جوزيف دوربين (بالإنجليزية: Richard Joseph Durbin)‏ هو سياسي أمريكي من الحزب الديمقراطي ولد في يوم 21 نوفمبر 1944 في بلدة إيست سانت لويس في إلينوي. أكمل دراسة القانون في جامعة جورجتاون. يشغل حالياً منصب عضو في مجلس الشيوخ الأمريكي كممثل عن ولاية إلينوي. يعرف بمواقفه الليبرالية ومعارضته الشديدة للرئيس دونالد ترامب.